# Falán
Falán – miasto w Kolumbii, w departamencie Tolima.